# Magnetická rezonance

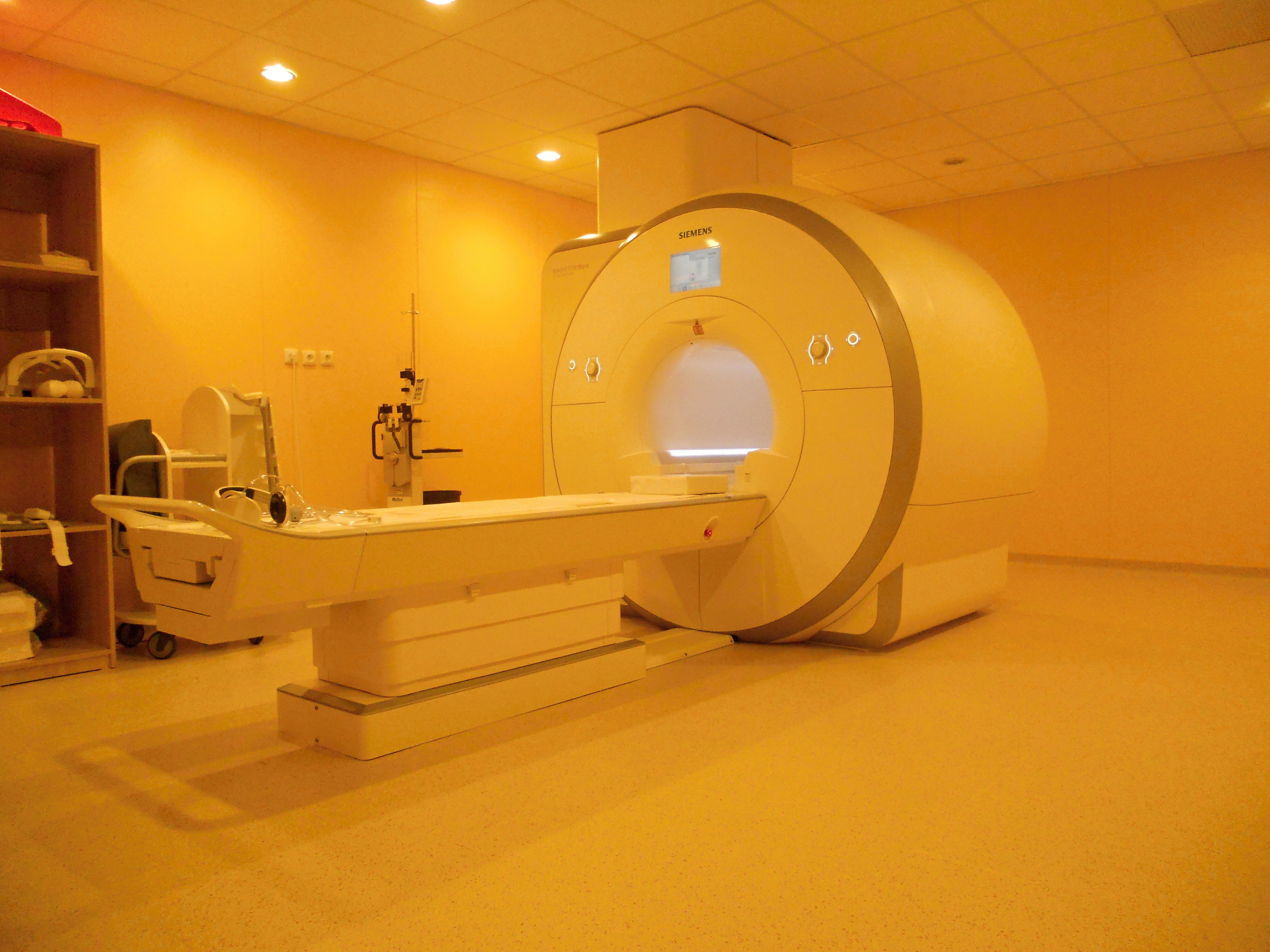
Přístroj magnetické rezonance o síle pole 3 tesly

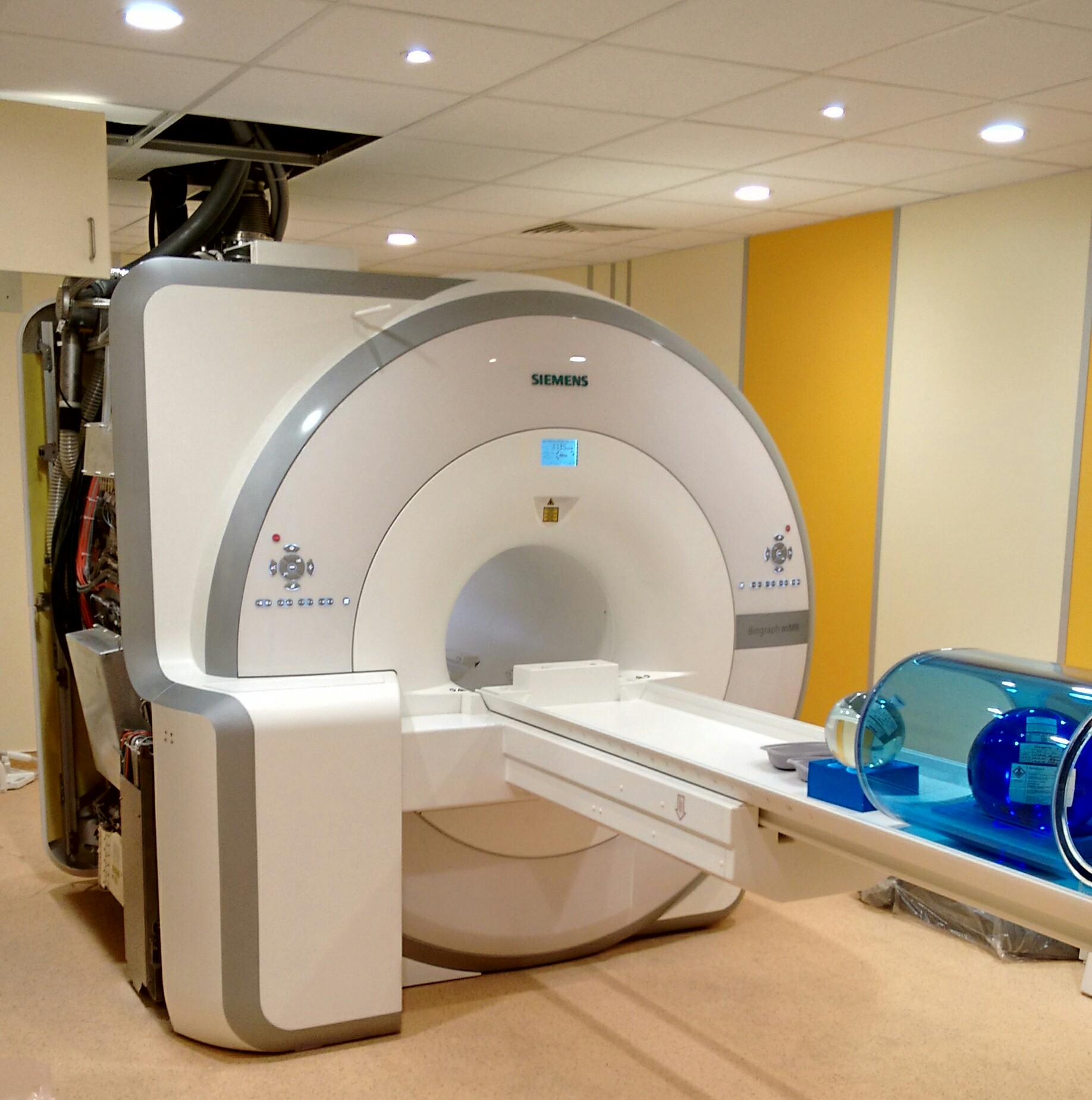
Hybridní přístroj pro diagnostiku PET/MR o síle magnetického pole 3 tesly

Snímek z magnetické rezonance

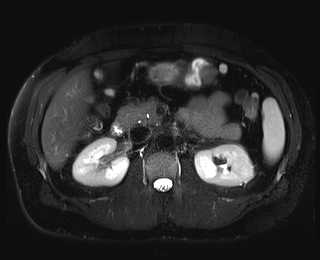
Snímek břicha (ledvin) pořízený magnetickou rezonancí o síle pole 3 tesly

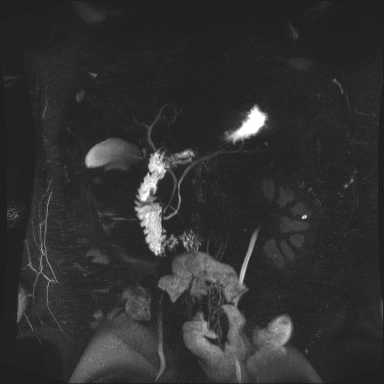
Zobrazení žlučových cest, výstup z tzv. MRCP vyšetření

Magnetická rezonance (též MR, MRI, z anglického „magnetic resonance imaging“) je zobrazovací technika používaná především ve zdravotnictví k zobrazení vnitřních orgánů lidského těla. Pomocí MRI je možné získat řezy určité oblasti těla, ty dále zpracovávat a spojovat až třeba k výslednému 3D obrazu požadovaného orgánu. Magnetická rezonance využívá silné statické magnetické pole (řádově jednotky T) a elektromagnetické vlnění (s frekvencemi v řádu desítek až stovek MHz). Na rozdíl od CT vyšetření, které je s MR někdy alternativní, nenese žádná rizika způsobená ionizačním zářením (nulová radiační zátěž). Nevýhodou vyšetření MR je určitá hlučnost zařízení. Podstatou odlišení jednotlivých tkání a patologií je jejich rozdílné chování při stejném vnějším působení. Vyšetření se provádí bez kontrastní látky nebo s ní (např. gadolinium vpichem do žíly).
Jako synonymum bývá někdy používáno výrazu jaderná tomografie, od něho je ale upouštěno, protože mylně vzbuzuje dojem souvislosti s jadernou energií.
Další rozvoj této metody vedl v poslední době k vývoji funkční magnetické rezonance (fMRI) a DTI = DT-MRI.
Přístroj magnetické rezonance obsluhuje radiologický asistent.

## Fyzikální princip

Tlukoucí lidské srdce zachycené pomocí MR

Fyzikální princip magnetické rezonance (MRI) představuje nukleární magnetická rezonance (NMR). Ta využívá skutečnosti, že protony stejně jako neutrony mají vlastní moment hybnosti (spin), díky němuž může mít atomové jádro nenulový magnetický moment.
Atomová jádra umístěná v konstantním magnetickém poli {\displaystyle B_{0}} se nasměrují podle směru tohoto pole. Po vychýlení z rovnovážné polohy kolmo působícím (transverzálním) polem {\displaystyle B_{T}} konají spiny jader precesi kolem směru pole {\displaystyle B_{0}} (otáčivý pohyb v rovině kolmé na směr magnetické indukce {\displaystyle B_{0}}). Tím je vytvářeno proměnné magnetické pole, které se měří jako elektrické napětí indukované v cívce.
Běžně se v klinické praxi používají přístroje s poli o velikostech kolem 1 T až 7 T (magnetické pole Země je v ČR zhruba 50 μT), ve výzkumu jsou běžná pole až do velikosti 20 T.
Rezonanční frekvence závisí na magnetickém poli {\displaystyle B_{0}} a na měřeném izotopu. Vlastní frekvence pro vodík 1H je 42,58 MHz v poli 1 T; protože ze všech prvků je vodík v lidském těle nejpočetněji zastoupen, používá se právě frekvencí podobných této. Volbou velikosti statického magnetického pole {\displaystyle B_{0}} a volbou frekvence magnetického pole {\displaystyle B_{T}} se dá velice přesně určit, která jádra budou v rezonanci.

## Vznik obrazu
Použitím gradientních magnetických polí v přesně specifikovaných okamžicích vyšetření se v různých místech sledované oblasti těla dočasně a řízeně změní velikost magnetického pole {\displaystyle B_{0}} a tím i rezonanční frekvence jader. Změřené frekvence indukovaného napětí se výpočtem převedou na polohu v obraze a amplituda napětí se zobrazí na škále šedé. Různé úrovně šedé potom svědčí o různých vlastnostech měřených tkání. K interpretaci obrazů používá zejména sledování rozhraní, na kterých se mění intenzita signálu.

## Vlastnosti

### Přednosti magnetické rezonance

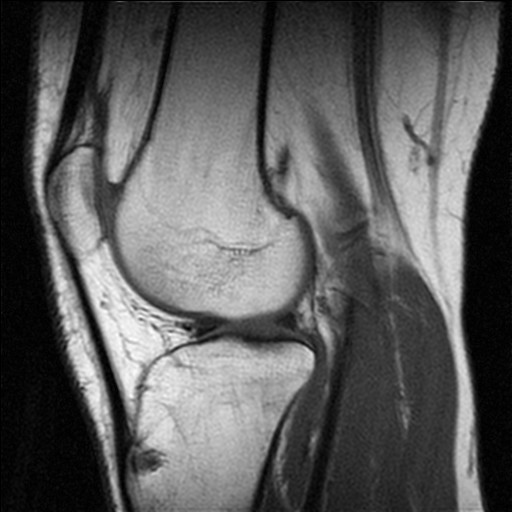
Snímek z magnetické rezonance

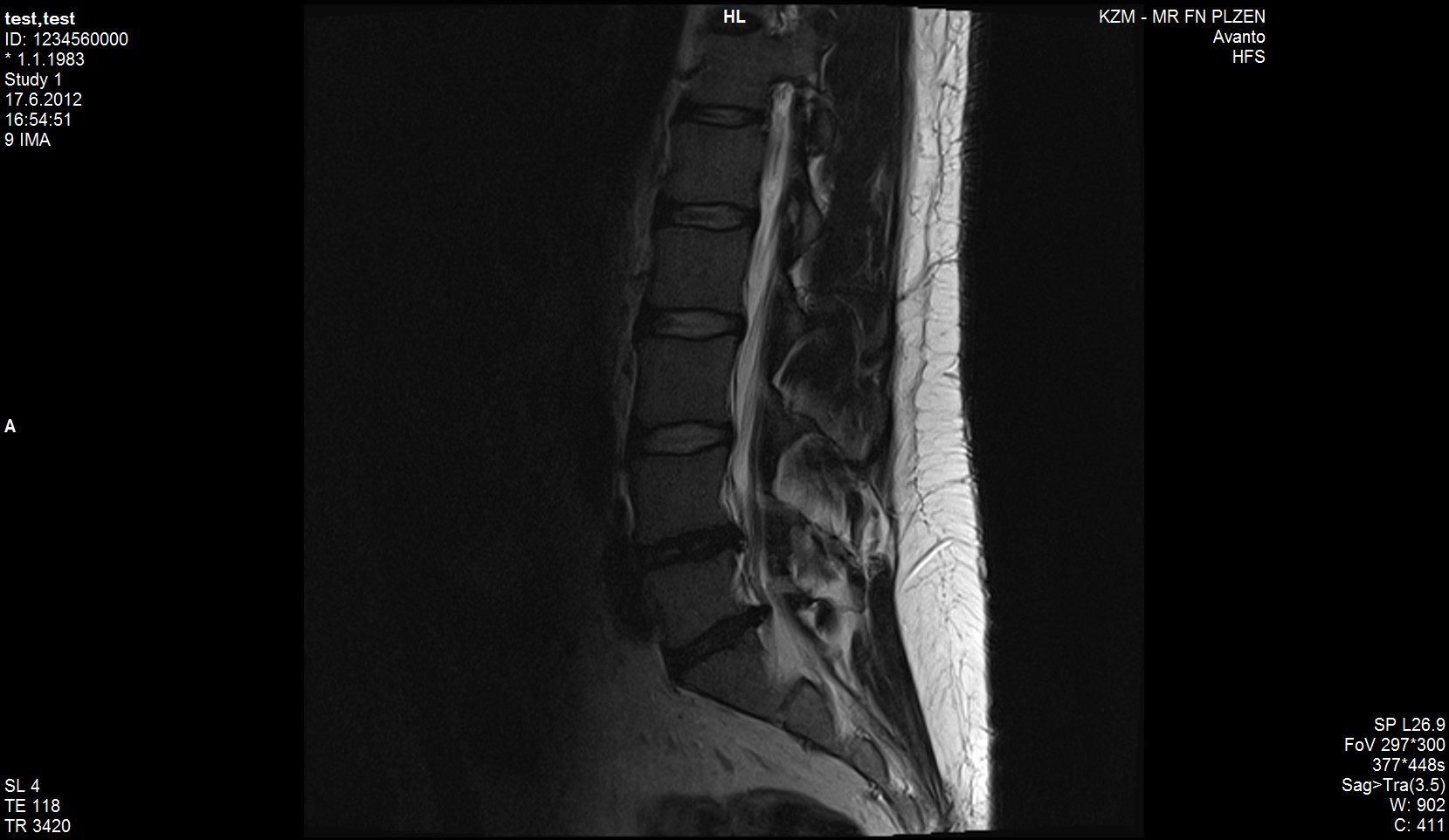
Sagitální řez bederní páteří

Výhodou MRI vůči ostatním zobrazovacím metodám v diagnostické radiologii je větší přesnost při zobrazení většiny orgánů, jež je důsledkem rozdílné intenzity signálu u odlišných měkkých tkání. Navíc toto zobrazení probíhá bez možného škodlivého ionizujícího záření. Některé orgány jako nervy či mozková tkáň bylo možné neinvazivně zobrazovat až právě pomocí MRI. Díky rozsahu nastavení vyšetření je možné dosáhnout rozlišení, které dalece přesahuje možnosti rentgenu či CT. Dalšího zlepšení může být ještě dosaženo podáním kontrastní látky, která pomůže odhalit přítomnost zánětů nebo nádorových tkání.
Nový vývoj umožnil zkrátit časový interval získání jednoho snímku na několik milisekund. To umožnilo tzv. MRI-fluoroskopii, při které jsou pohybující se orgány zobrazovány v reálném čase, což nachází široké uplatnění v intervenční radiologii.

### Nevýhody magnetické rezonance
Hlavní nevýhodou této metody jsou vysoké pořizovací i provozní náklady, stejně jako vyšší časové nároky oproti jiným vyšetřením.
Pro pacienty jsou hlavním nebezpečím vedlejší účinky při přítomnosti kovových materiálů v těle, které se mohou zahřát a způsobovat nebezpečí. U nových materiálů by neměl být ale žádný problém. Větší nebezpečí hrozí u pacientů s kardiostimulátory a jinými elektrickými přístroji, u kterých je ve většině případů nemožné vyšetření provést.
Ve srovnání s CT se artefakty vyskytují častěji a snižují kvalitu výsledného obrazu. Nedají se s tím vyšetřovat pohybující se části těla (typicky střevní kličky). Zatímco například CT vyšetření lze u moderních přístrojů vytvořit velmi rychle, a tím vliv tohoto pohybu eliminovat, u magnetické rezonance to není možné.

### Kontraindikace
Pacient je před výkonem obeznámen s tím, že dané vyšetření probíhá v místnosti se silným magnetickým polem. Je-li před vyšetřením zjištěno, že jeho tělo již obsahuje nějaké feromagnetické náhrady, implantáty, nebude smět dané vyšetření z bezpečnostních důvodů podstoupit.
- Kardiostimulátory. Především přístroje vyrobené před rokem 2000 mohou být během vyšetření poškozeny
- Kovová tělesa z feromagnetického materiálu v nevhodných místech (oko, mozek), stenty (cévy), umělá chlopeň
- První trimestr těhotenství
- Ušní implantáty, naslouchadla
- Velká tetování ve vyšetřované oblasti,[1] piercing
- Klaustrofobie (vyšetření probíhá v tunelu)

## Délka vyšetření
Trvání jednoho MRI vyšetření se odvíjí od vyšetřované části těla, požadavků ošetřujícího lékaře a používaného přístroje. Nejčastěji prováděná vyšetření probíhají vleže v tunelu a trvají zhruba 10 až 30 minut, někdy 45 minut nebo i více. Čím větší je požadované rozlišení, tím se doba prodlužuje. Tento faktor musí být proto brán na zřetel vzhledem ke schopnostem pacienta vydržet danou dobu v klidu (starší lidé, zranění). U kojenců a dětí obecně je obvykle nutná sedace (zklidnění pacienta).
Při vyšetření se musí pacient zpravidla svléknout, rozsah dle doporučení lékaře, a dostane špunty do uší, protože celé vyšetření v tunelu doprovází poměrně citelný hluk.

## Výrobci MRI
- Bruker
- Esaote
- Fonar Corp., Melville, N.Y.
- General Electric
- Hitachi Medical Systems
- Philips Medical Systems
- Siemens Medical Solutions
- Toshiba
- VARIAN

## Datový formát
Pro ukládání výsledků vyšetření se všeobecně úspěšně prosadil DICOM-Standard, takže je možné, aby si pacient po vyšetření odnesl své snímky na CD domů (někdy za poplatek).

## Historie
MRI byla jako zobrazovací NMR vyvíjena od roku 1973 dvojicí Paul C. Lauterbur a Peter Mansfield. Oba za své přispění k jejímu rozvoji získali v roce 2003 Nobelovu cenu za fyziologii nebo lékařství.
V Česku se první MRI přístroj objevil roku 1988.

## Mimomedicínské použití
Principu magnetické rezonance se využívá v chemii v NMR spektroskopii k identifikaci struktury molekul a složení směsí.
Pomocí magnetické rezonance je možné také zobrazit vznik hlasu v hlasovém ústrojí.